# Mathijs Verhoeven
Mathijs Verhoeven (29 maart 1997) is een Belgisch BMX'er.

## Levensloop
Verhoeven werd in 2015 Europees kampioen bij de junioren. Hij won dat jaar ook de Topcompetitie bij de Elite.
In 2016 te Keerbergen en in 2017 op het circuit van Zolder werd hij Belgisch kampioen en in 2019 won hij het eindklassement van de Topcompetitie.

## Palmares

### Elite
- 2015:  Topcompetitie
- 2017:  BK
- 2017:  Topcompetitie
- 2018:  BK
- 2018:  Topcompetitie
- 2019:  BK
- 2019:  Topcompetitie

### Junioren
- 2015:  EK